# Франо Ђиво Гундулић
Гроф Франо Гондола, Франо Ђиво Гундулић или Франческо Ђовани Гондола; (Дубровник 10. јул 1630 — Беч, 13. децембар 1700.), био је дубровачки племић и дипломата из куће Гундулића из Дубровника.

## Биографија
Франо је био дете познатог дубровачког песника Ивана Гундулића и његове супруге Нике, рођене Соркочевић. Придружио се аустријској војсци где је служио као војни официр.
Године 1655. Франо је учествовао у дипломатској мисији у Москви. У свом личном дневнику је забележио да је руски цар Алексије I био веома срећан што је један од водећих изасланика био словенског порекла, тако да је могао да говори својим језиком без употребе преводиоца.
Франо Гундулић је 22. маја 1672. године писао из Беча свом пријатељу Марку Басеглију, молећи га да натера Републику да га именује за војводу и да као резултат тога Трпањ буде проглашен војводством Светог Михаила Трпањског. То је било неопходно због његовог положаја у Бечу. У фебруару 1679. године, аустријске чете су бројчано смањене са 12 на 6 чета, а убрзо и на 3 пука у Кауницу и Халевилу. Међутим, до распуштања војске долази исте године.
Такође Гундулић је учествовао и у бици код Беча под пољским краљем Јаном III Собјеским 1683. године.
Породица је убрзо добила феуде од Леополда I цара Светог римског царства. Франо се најприје оженио Маријом Бобали (ћерком Марина Бобаља), која је убрзо умрла са првим дететом. Његов други брак био је са грофицом Маријом Викторијом (Октавијом) Строци 22. априла 1674. године. Имали су двоје деце, Франа Гундулића и Шишка Гундулића. 
Ђиво је преминуо у палати Ренгасе у Бечу 1700. године.